# Шомоштелнік
Шомоштелнік (рум. Șomoștelnic) — село у повіті Муреш в Румунії. Входить до складу комуни Міка.
Село розташоване на відстані 255 км на північний захід від Бухареста, 21 км на південний захід від Тиргу-Муреша, 73 км на південний схід від Клуж-Напоки, 125 км на північний захід від Брашова.

## Населення
За даними перепису населення 2002 року у селі проживали 306 осіб.
Національний склад населення села:
| Національність | Кількість осіб | Відсоток |
| -------------- | -------------- | -------- |
| румуни         | 275            | 89,9%    |
| цигани         | 26             | 8,5%     |
| угорці         | 5              | 1,6%     |

Рідною мовою назвали:
| Мова      | Кількість осіб | Відсоток |
| --------- | -------------- | -------- |
| румунська | 301            | 98,4%    |
| угорська  | 5              | 1,6%     |